# Список правителів Перш-Гує

## Династія Гує
| № | Правитель     | Період правління          | Тривалість життя          | Герб | Опис правління |
| - | ------------- | ------------------------- | ------------------------- | --- | -------------- |
| 1 | Вільгельм I   | ? — 1060                  | 1005 — 1060 (54/55 років) | |                |
| 2 | Вільгельм II  | 1060 — 1120 (39/40 років) | 1055 — 1120 (44/45 років) | Син Вільгельма I та його дружини Матильди (сеньйори Аллюї та Бру). Приєднав сеньйорії Аллюї та Бру в склад Перш-Гує.                                  |                |
| 3 | Вільгельм III | 1120 — 1140 (19/20 років) | 1095 — 1140 (44/45 років) | Син Вільгельма II та його дружини Євстафії Креспон.                                                                                                   |                |
| 4 | Вільгельм IV  | 1140 — 1171 (30/31 рік)   | 1125 — 1171 (45/46 років) | Син Вільгельма III та його дружини Мабель-Річардіни Англійської.                                                                                      |                |
| 5 | Матильда I    | 1171 — 1200 (28/29 років) | 1153 — 1200 (46/47 років) | Сеньйора-консорт Донзі, Кон-сюр-Луару, Шатель-Сенсуару, Жьєну, Сель-сюр-Шеру, Роморантену, Ватану. Дочка Вільгельма IV та його дружини Ізабелли Блуа. |                |

## Династія Донзі
| № | Правитель | Період правління                          | Тривалість життя            | Герб                                                                            | Опис правління                                           |
| - | --------- | ----------------------------------------- | --------------------------- | ------------------------------------------------------------------------------- | -------------------------------------------------------- |
| 6 | Ренальд   | 1200 — 14 квітня 1205                     | — 14 квітня 1205 ()         |                                                                                 | Син Матильди I та її чоловіка Ерве III (сеньйора Донзі). |
| 7 | Ерве      | 14 квітня 1205 — 23 січня 1222 (16 років) | бл. 1175 — 23 січня 1222 () | Син Матильди I та її чоловіка Ерве III (сеньйора Донзі). Старший брат Ренальда. |                                                          |
| 8 | Агнеса    | 23 січня 1222 — 1225 (2/3 роки)           | 1205 — 1225 (19/20 років)   | Дочка Ерве та його дружини Матильди I (графині Неверу, Осеру, Тоннерру).        |                                                          |

## Династія Шатійон
| №  | Правитель | Період правління                     | Тривалість життя                          | Герб | Опис правління |
| -- | --------- | ------------------------------------ | ----------------------------------------- | ---- | -------------- |
| 9  | Гоше      | 1225 — 25 березня 1250 (24/25 років) | бл. 1223 — 25 березня 1250 (бл. 27 років) |      |                |
| 10 | Іоланда I | 25 березня 1250 — 1254 (3/4 роки)    | 1221 — 1254 (32/33 роки)                  |      |                |

## Династія Дамп'єрр
| №  | Правитель   | Період правління        | Тривалість життя          | Герб | Опис правління |
| -- | ----------- | ----------------------- | ------------------------- | ---- | --- |
| 11 | Матильда II | 1254 — 1262 (7/8 років) | 1234 — 1262 (27/28 років) |      | Графиня Неверу (Матильда II) Графиня Осеру (Матильда II) Графиня Тоннерру (Матильда II) Сеньйора Бурбону (Матильда II) Сеньйора Донзі (Матильда II) Дочка Арчибальда IX (сеньйора Бурбону) та його дружини Іоланди I. |

## ДинастіяКапетингів
| №  | Правитель  | Період правління                            | Тривалість життя                      | Герб                                                                                 | Опис правління                                                              |
| -- | ---------- | ------------------------------------------- | ------------------------------------- | ------------------------------------------------------------------------------------ | --------------------------------------------------------------------------- |
| 12 | Іоланда II | 1262 — 1 листопада 1273 (10/11 років)       | грудень 1248 — 2 червня 1280 (31 рік) |                                                                                      | Графиня Неверу (Іоланда) Графиня Осеру (Іоланда) Графиня Тоннерру (Іоланда) |
| 13 | Маргарита  | 1 листопада 1273 — 4 вересня 1308 (34 роки) | 1250 — 4 вересня 1308 (57/58 років)   | Графиня Тоннерру (Маргарита I) Королева-консорт Неаполя Графиня-консорт Анжу та Мену |                                                                             |

## Династія Дамп'єрр (вдруге)
| №  | Правитель   | Період правління                          | Тривалість життя                            | Герб | Опис правління                                                                     |
| -- | ----------- | ----------------------------------------- | ------------------------------------------- | --- | ---------------------------------------------------------------------------------- |
| 14 | Роберт I    | 4 вересня 1308 — 26 червня 1331 (22 роки) | 1278 — 26 червня 1331 (52/53 роки)          | | Сеньйор Касселя Син Іоланди II та її другого чоловіка Роберта III (графа Фландрії) |
| 15 | Іоланда III | 26 червня 1331 — 12 грудня 1395 (64 роки) | 15 вересня 1326 — 12 грудня 1395 (69 років) | Сеньйора Касселя (Іоланда) Герцогиня-консорт Бару Дочка Роберта I та його дружини Іоанни Бретонської. Отримала Перш-Гує за заповітом свого батька. |                                                                                    |

## Династія Скарпоне
| №  | Правитель | Період правління                           | Тривалість життя                             | Герб                 | Опис правління                                                               |
| -- | --------- | ------------------------------------------ | -------------------------------------------- | -------------------- | ---------------------------------------------------------------------------- |
| 16 | Роберт II | 12 грудня 1395 — 12 квітня 1411 (15 років) | 8 листопада 1344 — 12 квітня 1411 (66 років) |                      | Герцог Бару (Роберт) Син Іоланди III та її чоловіка Генріха IV (графа Бару). |
| 17 | Іоанн     | 12 квітня 1411 — 25 жовтня 1415 (4 роки)   | 1380 — 25 жовтня 1415 (34/35 років)          | Син Роберта II       |                                                                              |
| 18 | Іоанна    | 1415 — 14 травня 1462 (46/47 років)        | 25 жовтня 1415 — 12 грудня 1395 (69 років)   | Правнучка Роберта II |                                                                              |